# Władysław Giżycki
Władysław Giżycki (ur. 25 listopada 1875 w Kobylu, pow. Nowy Sącz zm. 1 listopada 1950 w Warszawie) – polski pedagog, nauczyciel, założyciel i dyrektor gimnazjum w Warszawie.

## Życiorys
Urodził się 25 listopada 1875 w rodzinie Jana i Pelagii z d. Słowikowskiej w Kobylu w powiecie nowosądeckim. Od 1887 uczył się w gimnazjum w Tarnowie, a następnie w Jarosławiu, gdzie w 1893 zdał maturę. W latach 1895–1906 studiował na Uniwersytecie Jagiellońskim na wydziale prawnym i po jego zakończeniu (1902) na wydziale filozoficznym (1906). Już podczas studiów rozpoczął pracę pedagogiczną ucząc w gimnazjach w Wadowicach, Tarnowie i Krakowie, a w latach 1907–1908 uczył języka polskiego i niemieckiego w Gimnazjum Emiliana Konopczyńskiego w Warszawie. Następnie wyjechał do Monachium i Heidelbergu, by pogłębić studia filozoficzne. Po powrocie do kraju kontynuował pracę w Gimnazjum Emiliana Konopczyńskiego; w 1914 za działalność patriotyczną został zesłany do Wiatki. Po zwolnieniu zamieszkał w Moskwie, gdzie na polecenie Polskiego Komitetu Pomocy Ofiarom Wojny organizował szkolnictwo polskie, m.in. w 1915 założył Szkołę Realną, a w 1917 objął kierownictwo tej szkoły, która w 1918 została przeniesiona do Warszawy i działała do 1944.
Po powrocie do Warszawy pracował również w Towarzystwie Eugenicznym jako przewodniczący sekcji wychowawczej. W 1927 był organizatorem i prezesem Polskiego Związku Łuczniczego oraz członkiem stołecznego komitetu Rady Wychowania Fizycznego i Przysposobienia Wojskowego. W latach 1929–1935 był członkiem Rady Naukowej Wychowania Fizycznego. W 1931 został prezesem oddziału mokotowskiego Związku Strzeleckiego, a od 1935 prezesem honorowym tegoż oddziału.
Po wyzwoleniu w 1945, przez pewien czas uczył języka niemieckiego w Gimnazjum im. Sowińskiego na Woli. W 1946 był inicjatorem i pierwszym dyrektorem (do 1950) Gimnazjum Przemysłowego Mirkowskiej Fabryki Papieru w Konstancinie-Jeziornie.
Żonaty z Janiną Kiwerską herbu Jastrzębiec. Małżeństwo miało dwoje dzieci: córka Józefa Wanda i syn Jerzy.
Zmarł w Warszawie 1 listopada 1950 i pochowany został na cmentarzu Powązkowskim (kwatera 111-4-31).

## Odznaczenia i odznaczenia
- Złoty Krzyż Zasługi[2]

## Upamiętnienie
- 5 stycznia 1981 aleja wiodąca na teren byłej szkoły w Warszawie otrzymała imię Władysława Giżyckiego[7].